# Троїцьке (Каменський міський округ)
Тро́їцьке (рос. Троицкое) — село у складі Каменського міського округу Свердловської області.
Населення — 245 осіб (2010, 297 у 2002).
Національний склад станом на 2002 рік: росіяни — 96 %.